# Jack y las habichuelas mágicas
Jack y las habichuelas mágicas (Jack and the Beanstalk) es un cuento inglés de tradición oral, convertido en mito universal, que sigue inspirando ediciones, espectáculos de teatro y películas de cine. Erróneamente atribuido a Hans Christian Andersen, la primera versión literaria aparece por primera vez en 1730 en el libro Round About our Coal-Fire: or Christmas Entertainments.
El cuento fue reescrito en 1807 por Benjamin Tabart en su versión “The History of Jack and the Bean-Stalk” y más tarde, en 1890, en su versión más conocida, por Joseph Jacobs en Historias inglesas de hadas.
La filóloga inglesa Flora Annie Steel, en su edición de Cuentos Populares Ingleses (1918), iniciaba el cuento así: “Hace muchos años, cuando el mundo era joven y todas las cosas parecían buenas, vivía en el campo un niño llamado Jack”.

## Trama

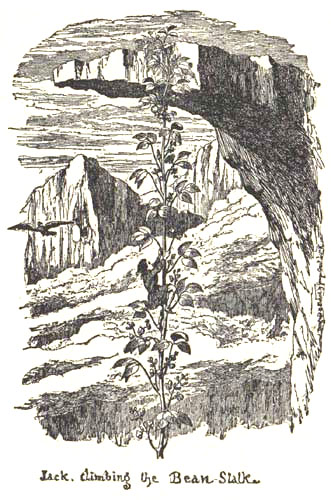
Ilustración de la planta del relato Jack y las Habichuelas Mágicas, 1854.

Jack es un niño distraído y tiene una madre que pasa el día trabajando en la huerta. Cuando el invierno amenaza la casa y la vaquita Milky-White deja de dar leche, no queda más remedio que vender la vaca en el mercado. La angustiada madre manda a Jack con la misión de conseguir un buen precio. Pero Jack encuentra en el bosque a un extraño anciano que le saluda por su nombre, y que le cambia la vaca por cinco habichuelas (alubias) mágicas. “Dos en cada mano y una en la boca”. Jack regresa ufano a su casa al atardecer. La decepcionada madre castiga a su hijo y arroja las habichuelas por la ventana, salvo una que Jack se traga, y que será su única cena.
Cuando amanece las hojas cubren por completo la ventana de Jack, que salta sorprendido sobre la mata de habichuelas, viendo que sube hasta el cielo, y empieza a trepar por ella. “Aquel viejo tan raro había dicho la verdad”. Después de trepar varias horas, Jack encuentra entre las nubes un estrecho camino blanco, muy largo, y comienza a caminar, hasta que llega ante una brillante casa blanca con escaleras. Allí conoce a una mujer muy alta que remueve migas en una cazuela. Jack tiene hambre y le pide algo para comer. Aunque la señora le advierte que a su marido el Ogro le gusta desayunar niños gorditos, el arrogante Jack contesta que “más gordito estaré si desayuno antes”. La señora se ríe y guarda a Jack en el horno cuando escuchan que el Ogro hambriento está a punto de llegar.
Mientras ella le da de comer, el Ogro cuenta monedas de oro. Cuando el Ogro se queda dormido, Jack aprovecha para robar uno de los sacos de oro y escapar por las nubes. Al bajar por la mata de habichuelas, el peso del saco le obliga a soltar las monedas, que caen sobre el huerto como una lluvia de oro que la madre recoge admirada. En cuanto Jack pisa tierra, la mata desaparece.
Al cabo de un tiempo, el oro se acaba y la familia teme volver a pasar hambre. Antes de irse a dormir, Jack riega bajo su ventana. Al amanecer las hojas de habichuela anuncian que una nueva mata ha crecido hasta el cielo, y Jack se lanza a subir por ella. En este segundo viaje, y en un tercero posterior, Jack volverá a engañar a la Señora y al Ogro, les robará una Gallina que pone huevos de oro, y un Arpa mágica que canta llenando el aire de alegría. Finalmente, Jack tendrá que cortar la mata con un hacha si no quiere que los ogros desciendan a reclamar sus tesoros.

## Adaptaciones al cine y a la televisión
- Jack and the Beanstalk (Jack y las habichuelas mágicas): Película musical de 1952 protagonizada por el dúo cómico Abbott y Costello.[5]
- Jack y las habichuelas mágicas (película de 1974): Película animada de 1974 dirigida por Gisaburō Sugii.[6]
- Jack y las habichuelas mágicas (película de 2009)
- El Gato con Botas (película del 2011): La fábula es referida en la película El Gato con Botas, donde el personaje de Jack es una mezcla entre el de dicha fábula y el protagonista del cuento "Jack & Jill" publicado en 1880; sin embargo, se mantiene su famosa historia de las habichuelas (o frijoles) mágicos. Según esta, el personaje Humpty Dumpty encuentra los frijoles y convence al Gato con Botas para que lo apoye. Cuando Humpty sembró las semillas pasó algo sorprendente: creció un árbol gigante que llegaba hasta los cielos y ahí se encontró a la famosa gallina que ponía huevos de oro.
- Once Upon A Time (serie de televisión del 2011): En la segunda temporada de esta serie de televisión, en el episodio titulado "Tiny", el gigante se llama Anton, a quien le parece que los humanos son interesantes. Jack, en este caso, es en realidad una mujer llamada Jaqueline que engaña a Anton para poder robarle sus habichuelas mágicas y sus riquezas. En este caso, Jack tiene un papel antagonista.
- Jack the Giant Slayer (película del 2013): También cabe destacar por su relación a otra fábula británica: Jack The Giant Killer, en la que un muchacho valiente mata a un número de gigantes durante el reinado del rey Arturo.
- Disney estuvo desarrollando una película animada por computadora basada en el cuento, que se iba a titular Gigantic, pero por problemas que se presentaron por los cambios de su fecha de estreno, el proyecto terminó siendo cancelado, se esperaba a que pudiera ser lanzada en el año 2018.
- Skydance Animation y Netflix están preparando una versión animada de las habichuelas mágicas que Disney no terminó de desarrollar y Ray Gun la dirigirá, su estreno en la plataforma seria entre 2025 o 2026.

## Versiones teatrales
“Jack and the Beanstalk” es un espectáculo muy popular en las ciudades británicas como teatro cómico familiar, siempre con un estilo colorista e informal, incluso desvergonzado, al que llaman “Panto”.
- En España existe una escenificación con títeres a cargo de la compañía catalana de Fastuc Teatre: La habichuela mágica,[7] estrenada en 2015.
- Al estilo del “panto” inglés se representa desde 2018 una versión muy cercana al cuento tradicional en el Teatro Luchana de Madrid (Beti Alai Producciones).[8]
- Una escenificación con actores se representa en Madrid desde 2015 por la Compañía La Bicicleta,[9] en el teatro Teatro San Pol.
- Existe una versión teatral con actores y títeres en el repertorio de la Compañía Stardín Stardán Teatro, producida por la empresa Escenalia, Iniciativas Escénicas en el año 2013, con actores y títeres[10]
- En México en el Nuevo Teatro Libanés existe una versión de gran formato bajo la producción de Killin' Pie Productions con actores como Mario Santa Ana, Adrián Pola, Edén Pintos, Pamela Reul, Paola Zerone, Valentina Matta, Héctor Guedea, Jean Carlo Santamaria, Kenneth Lavill como invitado y con la majestuosa voz y presencia de la gran actriz de teatro musical Laura Cortés.